# Campeonato de Segunda División 1938 (Argentina)
El campeonato de Segunda División 1938 fue el quinto de la era profesional de la Segunda División de Argentina. Fue disputado entre el 9 de abril y el 26 de noviembre por 16 equipos, en partidos de ida y vuelta. La primera posición fue compartida entre Argentino de Quilmes y Quilmes, los que jugaron dos partidos de desempate. Argentino de Quilmes se adjudicó ambos partidos, por lo que se coronó campeón y ascendió a la Primera División.
Al finalizar el torneo, Estudiantil Porteño se desafilió.

## Ascensos y descensos
| Pos. | Descendidos de Segunda División 1937 |
| ---- | ------------------------------------ |
| 15.º | Nueva Chicago                        |
| 16.º | Sportivo Alsina                      |
| 17.º | Sportivo Barracas                    |

| Pos. | Ascendidos a Segunda División 1938 |
| ---- | ---------------------------------- |
| 1.º  | Acassuso                           |

| Pos. | Ascendidos a la Primera División 1938 |
| ---- | ------------------------------------- |
| 1.º  | Almagro                               |

| Pos. | Descendidos de la Primera División 1937 |
| ---- | --------------------------------------- |
| 17.º | Argentinos Juniors                      |
| 18.º | Quilmes                                 |

De esta manera, el número de equipos se redujo a 16.

## Equipos
| Equipo                 | Ciudad       |
| ---------------------- | ------------ |
| Acassuso               | Boulogne     |
| All Boys               | Buenos Aires |
| Argentinos Juniors     | Buenos Aires |
| Argentino de Quilmes   | Quilmes      |
| Banfield               | Banfield     |
| Barracas Central       | Buenos Aires |
| Colegiales             | Munro        |
| Defensores de Belgrano | Buenos Aires |
| Dock Sud               | Dock Sud     |
| El Porvenir            | Gerli        |
| Estudiantes            | Buenos Aires |
| Estudiantil Porteño    | Ramos Mejía  |
| Excursionistas         | Buenos Aires |
| Quilmes                | Quilmes      |
| Sportivo Buenos Aires  | Buenos Aires |
| Temperley              | Temperley    |

## Tabla de posiciones final
| Pos  | Equipo                 | Pts | PJ | G  | E  | P  | GF | GC | DIF |
| ---- | ---------------------- | --- | -- | -- | -- | -- | -- | -- | --- |
| 1.º  | Argentino de Quilmes   | 40  | 30 | 17 | 6  | 7  | 89 | 50 | 39  |
| 2.º  | Quilmes                | 40  | 30 | 15 | 10 | 5  | 63 | 43 | 20  |
| 3.º  | All Boys               | 39  | 30 | 17 | 5  | 8  | 75 | 50 | 25  |
| 4.º  | Excursionistas         | 37  | 30 | 16 | 5  | 9  | 66 | 49 | 17  |
| 5.º  | Defensores de Belgrano | 36  | 30 | 15 | 6  | 9  | 81 | 51 | 30  |
| 6.º  | Argentinos Juniors     | 35  | 30 | 16 | 3  | 11 | 76 | 71 | 5   |
| 7.º  | Colegiales             | 34  | 30 | 13 | 8  | 9  | 70 | 70 | 0   |
| 8.º  | Dock Sud               | 27  | 30 | 10 | 7  | 13 | 77 | 81 | -4  |
| 9.º  | Acassuso               | 26  | 30 | 9  | 8  | 13 | 67 | 69 | -2  |
| 10.º | Estudiantil Porteño    | 26  | 30 | 10 | 6  | 14 | 48 | 69 | -21 |
| 11.º | Barracas Central       | 25  | 30 | 9  | 7  | 14 | 50 | 58 | -8  |
| 12.º | El Porvenir            | 25  | 30 | 9  | 7  | 14 | 71 | 83 | -12 |
| 13.º | Temperley              | 25  | 30 | 8  | 9  | 13 | 65 | 77 | -12 |
| 14.º | Sportivo Buenos Aires  | 24  | 30 | 9  | 6  | 15 | 48 | 65 | -17 |
| 15.º | Estudiantes (BA)       | 22  | 30 | 8  | 6  | 16 | 56 | 87 | -31 |
| 16°  | Banfield               | 19  | 30 | 7  | 5  | 18 | 51 | 80 | -29 |

|  |                                                            |
|  | Jugaron un desempate para definir el campeón y el ascenso. |
|  | Desafiliado.                                               |

## Resultados
Primera Rueda
| Fecha 1                | Fecha 1   | Fecha 1               | Fecha 1                | Fecha 1    | Fecha 1 |
| Local                  | Resultado | Visitante             | Estadio                | Fecha      |         |
| ---------------------- | --------- | --------------------- | ---------------------- | ---------- | ------- |
| Argentino de Quilmes   | 5 - 2     | Argentinos Juniors    | Argentino de Quilmes   | 9 de abril |         |
| Banfield               | 1 - 1     | Excursionistas        | Banfield               | 9 de abril |         |
| Sportivo Dock Sud      | 2 - 1     | Sportivo Buenos Aires | Dock Sud               | 9 de abril |         |
| Estudiantes (BA)       | 1 - 2     | Barracas Central      | Estudiantes (BA)       | 9 de abril |         |
| Colegiales             | 4 - 1     | Estudiantil Porteño   | Colegiales             | 9 de abril |         |
| All Boys               | 1 - 3     | El Porvenir           | All Boys               | 9 de abril |         |
| Defensores de Belgrano | 6 - 0     | Temperley             | Defensores de Belgrano | 9 de abril |         |
| Acassuso               | 0 - 2     | Quilmes               | Acassuso               | 9 de abril |         |

| Fecha 2               | Fecha 2   | Fecha 2                | Fecha 2               | Fecha 2     | Fecha 2 |
| Local                 | Resultado | Visitante              | Estadio               | Fecha       |         |
| --------------------- | --------- | ---------------------- | --------------------- | ----------- | ------- |
| Acassuso              | 2 - 7     | Argentino de Quilmes   | Acassuso              | 16 de abril |         |
| Quilmes               | 4 - 4     | Defensores de Belgrano | Quilmes               | 16 de abril |         |
| Temperley             | 2 - 3     | All Boys               | Temperley             | 16 de abril |         |
| El Porvenir           | 2 - 4     | Colegiales             | El Porvenir           | 16 de abril |         |
| Estudiantil Porteño   | 1 - 0     | Estudiantes (BA)       | Estudiantil Porteño   | 16 de abril |         |
| Barracas Central      | 3 - 3     | Sportivo Dock Sud      | Barracas Central      | 16 de abril |         |
| Sportivo Buenos Aires | 2 - 3     | Banfield               | Sportivo Buenos Aires | 16 de abril |         |
| Excursionistas        | 3 - 2     | Argentinos Juniors     | Excursionistas        | 16 de abril |         |

| Fecha 3                | Fecha 3   | Fecha 3               | Fecha 3                | Fecha 3     | Fecha 3 |
| Local                  | Resultado | Visitante             | Estadio                | Fecha       |         |
| ---------------------- | --------- | --------------------- | ---------------------- | ----------- | ------- |
| Argentino de Quilmes   | 2 - 3     | Excursionistas        | Argentino de Quilmes   | 23 de abril |         |
| Argentinos Juniors     | 4 - 1     | Sportivo Buenos Aires | Atlanta                | 23 de abril |         |
| Banfield               | 4 - 1     | Barracas Central      | Banfield               | 23 de abril |         |
| Sportivo Dock Sud      | 2 - 4     | Estudiantil Porteño   | Dock Sud               | 23 de abril |         |
| Estudiantes (BA)       | 3 - 1     | El Porvenir           | Estudiantes (BA)       | 23 de abril |         |
| Colegiales             | 3 - 1     | Temperley             | Colegiales             | 23 de abril |         |
| All Boys               | 2 - 1     | Quilmes               | All Boys               | 23 de abril |         |
| Defensores de Belgrano | 3 - 1     | Acassuso              | Defensores de Belgrano | 23 de abril |         |

| Fecha 4                | Fecha 4   | Fecha 4              | Fecha 4                | Fecha 4     | Fecha 4 |
| Local                  | Resultado | Visitante            | Estadio                | Fecha       |         |
| ---------------------- | --------- | -------------------- | ---------------------- | ----------- | ------- |
| Defensores de Belgrano | 3 - 2     | Argentino de Quilmes | Defensores de Belgrano | 30 de abril |         |
| Acassuso               | 1 - 2     | All Boys             | Acassuso               | 30 de abril |         |
| Quilmes                | 1 - 1     | Colegiales           | Quilmes                | 30 de abril |         |
| Temperley              | 3 - 3     | Estudiantes (BA)     | Temperley              | 30 de abril |         |
| El Porvenir            | 6 - 3     | Sportivo Dock Sud    | El Porvenir            | 30 de abril |         |
| Estudiantil Porteño    | 2 - 0     | Banfield             | Estudiantil Porteño    | 30 de abril |         |
| Barracas Central       | 4 - 5     | Argentinos Juniors   | Barracas Central       | 30 de abril |         |
| Sportivo Buenos Aires  | 3 - 2     | Excursionistas       | Sportivo Buenos Aires  | 30 de abril |         |

| Fecha 5              | Fecha 5   | Fecha 5                | Fecha 5              | Fecha 5    | Fecha 5 |
| Local                | Resultado | Visitante              | Estadio              | Fecha      |         |
| -------------------- | --------- | ---------------------- | -------------------- | ---------- | ------- |
| Argentino de Quilmes | 4 - 2     | Sportivo Buenos Aires  | Argentino de Quilmes | 14 de mayo |         |
| Excursionistas       | 1 - 0     | Barracas Central       | Excursionistas       | 14 de mayo |         |
| Argentinos Juniors   | 2 - 3     | Estudiantil Porteño    | Atlanta              | 14 de mayo |         |
| Banfield             | 1 - 3     | El Porvenir            | Banfield             | 14 de mayo |         |
| Sportivo Dock Sud    | 4 - 3     | Temperley              | Dock Sud             | 14 de mayo |         |
| Estudiantes (BA)     | 2 - 4     | Quilmes                | Estudiantes (BA)     | 14 de mayo |         |
| Colegiales           | 3 - 3     | Acassuso               | Colegiales           | 14 de mayo |         |
| All Boys             | 2 - 0     | Defensores de Belgrano | All Boys             | 14 de mayo |         |

| Fecha 6                | Fecha 6   | Fecha 6               | Fecha 6                | Fecha 6    | Fecha 6 |
| Local                  | Resultado | Visitante             | Estadio                | Fecha      |         |
| ---------------------- | --------- | --------------------- | ---------------------- | ---------- | ------- |
| All Boys               | 4 - 5     | Argentino de Quilmes  | All Boys               | 21 de mayo |         |
| Defensores de Belgrano | 3 - 1     | Colegiales            | Defensores de Belgrano | 21 de mayo |         |
| Acassuso               | 3 - 4     | Estudiantes (BA)      | Acassuso               | 21 de mayo |         |
| Quilmes                | 5 - 4     | Sportivo Dock Sud     | Quilmes                | 21 de mayo |         |
| Temperley              | 3 - 1     | Banfield              | Temperley              | 21 de mayo |         |
| El Porvenir            | 1 - 6     | Argentinos Juniors    | El Porvenir            | 21 de mayo |         |
| Estudiantil Porteño    | 2 - 1     | Excursionistas        | Estudiantil Porteño    | 21 de mayo |         |
| Barracas Central       | 2 - 2     | Sportivo Buenos Aires | Barracas Central       | 21 de mayo |         |

| Fecha 7               | Fecha 7   | Fecha 7                | Fecha 7               | Fecha 7    | Fecha 7 |
| Local                 | Resultado | Visitante              | Estadio               | Fecha      |         |
| --------------------- | --------- | ---------------------- | --------------------- | ---------- | ------- |
| Argentino de Quilmes  | 2 - 1     | Barracas Central       | Argentino de Quilmes  | 4 de junio |         |
| Sportivo Buenos Aires | 3 - 1     | Estudiantil Porteño    | Sportivo Buenos Aires | 4 de junio |         |
| Excursionistas        | 4 - 1     | El Porvenir            | Excursionistas        | 4 de junio |         |
| Argentinos Juniors    | 3 - 2     | Temperley              | Atlanta               | 4 de junio |         |
| Banfield              | 2 - 2     | Quilmes                | Banfield              | 4 de junio |         |
| Sportivo Dock Sud     | 2 - 2     | Acassuso               | Dock Sud              | 4 de junio |         |
| Estudiantes (BA)      | 2 - 2     | Defensores de Belgrano | Estudiantes (BA)      | 4 de junio |         |
| Colegiales            | 1 - 1     | All Boys               | Chacarita Juniors     | 4 de junio |         |

| Fecha 8                | Fecha 8   | Fecha 8               | Fecha 8                | Fecha 8     | Fecha 8 |
| Local                  | Resultado | Visitante             | Estadio                | Fecha       |         |
| ---------------------- | --------- | --------------------- | ---------------------- | ----------- | ------- |
| Colegiales             | 2 - 1     | Argentino de Quilmes  | Chacarita Juniors      | 11 de junio |         |
| All Boys               | 1 - 2     | Estudiantes (BA)      | All Boys               | 11 de junio |         |
| Defensores de Belgrano | 6 - 0     | Sportivo Dock Sud     | Defensores de Belgrano | 11 de junio |         |
| Acassuso               | 5 - 2     | Banfield              | Acassuso               | 11 de junio |         |
| Quilmes                | 2 - 0     | Argentinos Juniors    | Quilmes                | 11 de junio |         |
| Temperley              | 2 - 2     | Excursionistas        | Temperley              | 11 de junio |         |
| El Porvenir            | 5 - 1     | Sportivo Buenos Aires | El Porvenir            | 11 de junio |         |
| Estudiantil Porteño    | 2 - 3     | Barracas Central      | Estudiantil Porteño    | 11 de junio |         |

| Fecha 9               | Fecha 9   | Fecha 9                | Fecha 9               | Fecha 9     | Fecha 9 |
| Local                 | Resultado | Visitante              | Estadio               | Fecha       |         |
| --------------------- | --------- | ---------------------- | --------------------- | ----------- | ------- |
| Argentino de Quilmes  | 3 - 1     | Estudiantil Porteño    | Argentino de Quilmes  | 25 de junio |         |
| Barracas Central      | 2 - 0     | El Porvenir            | Barracas Central      | 25 de junio |         |
| Sportivo Buenos Aires | 2 - 2     | Temperley              | Sportivo Buenos Aires | 25 de junio |         |
| Excursionistas        | 1 - 2     | Quilmes                | Excursionistas        | 25 de junio |         |
| Argentinos Juniors    | 3 - 1     | Acassuso               | Atlanta               | 25 de junio |         |
| Banfield              | 0 - 2     | Defensores de Belgrano | Banfield              | 25 de junio |         |
| Sportivo Dock Sud     | 1 - 2     | All Boys               | Dock Sud              | 25 de junio |         |
| Estudiantes (BA)      | 4 - 4     | Colegiales             | Estudiantes (BA)      | 25 de junio |         |

| Fecha 10               | Fecha 10  | Fecha 10              | Fecha 10               | Fecha 10   | Fecha 10 |
| Local                  | Resultado | Visitante             | Estadio                | Fecha      |          |
| ---------------------- | --------- | --------------------- | ---------------------- | ---------- | -------- |
| Estudiantes (BA)       | 0 - 3     | Argentino de Quilmes  | San Lorenzo            | 2 de julio |          |
| Colegiales             | 3 - 1     | Sportivo Dock Sud     | Colegiales             | 2 de julio |          |
| All Boys               | 3 - 5     | Banfield              | All Boys               | 2 de julio |          |
| Defensores de Belgrano | 1 - 2     | Argentinos Juniors    | Defensores de Belgrano | 2 de julio |          |
| Acassuso               | 1 - 2     | Excursionistas        | Acassuso               | 2 de julio |          |
| Quilmes                | 4 - 2     | Sportivo Buenos Aires | Quilmes                | 2 de julio |          |
| Temperley              | 2 - 0     | Barracas Central      | Temperley              | 2 de julio |          |
| El Porvenir            | 2 - 2     | Estudiantil Porteño   | El Porvenir            | 2 de julio |          |

| Fecha 11              | Fecha 11  | Fecha 11               | Fecha 11              | Fecha 11    | Fecha 11 |
| Local                 | Resultado | Visitante              | Estadio               | Fecha       |          |
| --------------------- | --------- | ---------------------- | --------------------- | ----------- | -------- |
| Argentino de Quilmes  | 2 - 2     | El Porvenir            | Argentino de Quilmes  | 16 de julio |          |
| Estudiantil Porteño   | 2 - 1     | Temperley              | Estudiantil Porteño   | 16 de julio |          |
| Barracas Central      | 1 - 1     | Quilmes                | Barracas Central      | 16 de julio |          |
| Sportivo Buenos Aires | 2 - 2     | Acassuso               | Sportivo Buenos Aires | 16 de julio |          |
| Excursionistas        | 1 - 1     | Defensores de Belgrano | Excursionistas        | 16 de julio |          |
| Argentinos Juniors    | 0 - 0     | All Boys               | Atlanta               | 16 de julio |          |
| Banfield              | 4 - 5     | Colegiales             | Banfield              | 16 de julio |          |
| Sportivo Dock Sud     | 1 - 1     | Estudiantes (BA)       | Dock Sud              | 16 de julio |          |

| Fecha 12               | Fecha 12  | Fecha 12              | Fecha 12               | Fecha 12    | Fecha 12 |
| Local                  | Resultado | Visitante             | Estadio                | Fecha       |          |
| ---------------------- | --------- | --------------------- | ---------------------- | ----------- | -------- |
| Sportivo Dock Sud      | 2 - 2     | Argentino de Quilmes  | Dock Sud               | 23 de julio |          |
| Estudiantes (BA)       | 4 - 3     | Banfield              | Estudiantes (BA)       | 23 de julio |          |
| Colegiales             | 3 - 1     | Argentinos Juniors    | Colegiales             | 23 de julio |          |
| All Boys               | 2 - 3     | Excursionistas        | San Lorenzo            | 23 de julio |          |
| Defensores de Belgrano | 0 - 0     | Sportivo Buenos Aires | Defensores de Belgrano | 23 de julio |          |
| Acassuso               | 4 - 0     | Barracas Central      | Acassuso               | 23 de julio |          |
| Quilmes                | 3 - 1     | Estudiantil Porteño   | Quilmes                | 23 de julio |          |
| Temperley              | 4 - 4     | El Porvenir           | Temperley              | 23 de julio |          |

| Fecha 13              | Fecha 13  | Fecha 13               | Fecha 13             | Fecha 13    | Fecha 13 |
| Local                 | Resultado | Visitante              | Estadio              | Fecha       |          |
| --------------------- | --------- | ---------------------- | -------------------- | ----------- | -------- |
| Argentino de Quilmes  | 4 - 1     | Temperley              | Argentino de Quilmes | 30 de julio |          |
| El Porvenir           | 2 - 4     | Quilmes                | Racing               | 30 de julio |          |
| Estudiantil Porteño   | 2 - 4     | Acassuso               | Estudiantil Porteño  | 30 de julio |          |
| Barracas Central      | 2 - 1     | Defensores de Belgrano | Barracas Central     | 30 de julio |          |
| Sportivo Buenos Aires | 0 - 4     | All Boys               | San Lorenzo          | 30 de julio |          |
| Excursionistas        | 2 - 0     | Colegiales             | Excursionistas       | 30 de julio |          |
| Argentinos Juniors    | 2 - 5     | Estudiantes (BA)       | Atlanta              | 30 de julio |          |
| Banfield              | 3 - 1     | Sportivo Dock Sud      | Banfield             | 30 de julio |          |

| Fecha 14               | Fecha 14  | Fecha 14              | Fecha 14               | Fecha 14    | Fecha 14 |
| Local                  | Resultado | Visitante             | Estadio                | Fecha       |          |
| ---------------------- | --------- | --------------------- | ---------------------- | ----------- | -------- |
| Banfield               | 1 - 3     | Argentino de Quilmes  | Banfield               | 6 de agosto |          |
| Sportivo Dock Sud      | 6 - 1     | Argentinos Juniors    | Dock Sud               | 6 de agosto |          |
| Estudiantes (BA)       | 2 - 3     | Excursionistas        | Estudiantes (BA)       | 6 de agosto |          |
| Colegiales             | 2 - 1     | Sportivo Buenos Aires | Colegiales             | 6 de agosto |          |
| All Boys               | 2 - 1     | Barracas Central      | All Boys               | 6 de agosto |          |
| Defensores de Belgrano | 6 - 0     | Estudiantil Porteño   | Defensores de Belgrano | 6 de agosto |          |
| Acassuso               | 4 - 0     | El Porvenir           | Acassuso               | 6 de agosto |          |
| Quilmes                | 2 - 2     | Temperley             | Quilmes                | 6 de agosto |          |

| Fecha 15              | Fecha 15  | Fecha 15               | Fecha 15              | Fecha 15     | Fecha 15 |
| Local                 | Resultado | Visitante              | Estadio               | Fecha        |          |
| --------------------- | --------- | ---------------------- | --------------------- | ------------ | -------- |
| Argentino de Quilmes  | 0 - 1     | Quilmes                | Argentino de Quilmes  | 13 de agosto |          |
| Temperley             | 4 - 2     | Acassuso               | Temperley             | 13 de agosto |          |
| El Porvenir           | 5 - 3     | Defensores de Belgrano | El Porvenir           | 13 de agosto |          |
| Estudiantil Porteño   | 3 - 5     | All Boys               | San Lorenzo           | 13 de agosto |          |
| Barracas Central      | 0 - 1     | Colegiales             | Barracas Central      | 13 de agosto |          |
| Sportivo Buenos Aires | 3 - 2     | Estudiantes (BA)       | Sportivo Buenos Aires | 13 de agosto |          |
| Excursionistas        | 3 - 3     | Sportivo Dock Sud      | Excursionistas        | 13 de agosto |          |
| Argentinos Juniors    | 2 - 1     | Banfield               | Atlanta               | 13 de agosto |          |

Segunda Rueda
| Fecha 16              | Fecha 16  | Fecha 16               | Fecha 16              | Fecha 16     | Fecha 16 |
| Local                 | Resultado | Visitante              | Estadio               | Fecha        |          |
| --------------------- | --------- | ---------------------- | --------------------- | ------------ | -------- |
| Argentinos Juniors    | 1 - 3     | Argentino de Quilmes   | Atlanta               | 20 de agosto |          |
| Excursionistas        | 5 - 0     | Banfield               | Excursionistas        | 20 de agosto |          |
| Sportivo Buenos Aires | 0 - 4     | Sportivo Dock Sud      | Sportivo Buenos Aires | 20 de agosto |          |
| Barracas Central      | 3 - 1     | Estudiantes (BA)       | Barracas Central      | 20 de agosto |          |
| Estudiantil Porteño   | 3 - 3     | Colegiales             | Estudiantil Porteño   | 20 de agosto |          |
| El Porvenir           | 1 - 3     | All Boys               | El Porvenir           | 20 de agosto |          |
| Temperley             | 2 - 2     | Defensores de Belgrano | Temperley             | 20 de agosto |          |
| Quilmes               | 1 - 1     | Acassuso               | Quilmes               | 20 de agosto |          |

| Fecha 17               | Fecha 17  | Fecha 17              | Fecha 17               | Fecha 17     | Fecha 17 |
| Local                  | Resultado | Visitante             | Estadio                | Fecha        |          |
| ---------------------- | --------- | --------------------- | ---------------------- | ------------ | -------- |
| Argentino de Quilmes   | 2 - 1     | Acassuso              | Argentino de Quilmes   | 27 de agosto |          |
| Defensores de Belgrano | 2 - 0     | Quilmes               | Defensores de Belgrano | 27 de agosto |          |
| All Boys               | 6 - 1     | Temperley             | All Boys               | 27 de agosto |          |
| Colegiales             | 1 - 4     | El Porvenir           | San Lorenzo            | 27 de agosto |          |
| Estudiantes (BA)       | 4 - 5     | Estudiantil Porteño   | Estudiantes (BA)       | 27 de agosto |          |
| Sportivo Dock Sud      | 3 - 1     | Barracas Central      | Dock Sud               | 27 de agosto |          |
| Banfield               | 0 - 0     | Sportivo Buenos Aires | Banfield               | 27 de agosto |          |
| Argentinos Juniors     | 4 - 3     | Excursionistas        | Atlanta                | 27 de agosto |          |

| Fecha 18              | Fecha 18  | Fecha 18               | Fecha 18              | Fecha 18        | Fecha 18 |
| Local                 | Resultado | Visitante              | Estadio               | Fecha           |          |
| --------------------- | --------- | ---------------------- | --------------------- | --------------- | -------- |
| Excursionistas        | 3 - 2     | Argentino de Quilmes   | Excursionistas        | 3 de septiembre |          |
| Sportivo Buenos Aires | 3 - 2     | Argentinos Juniors     | Sportivo Buenos Aires | 3 de septiembre |          |
| Barracas Central      | 1 - 1     | Banfield               | Barracas Central      | 3 de septiembre |          |
| Estudiantil Porteño   | 3 - 3     | Sportivo Dock Sud      | Estudiantil Porteño   | 3 de septiembre |          |
| El Porvenir           | 6 - 0     | Estudiantes (BA)       | El Porvenir           | 3 de septiembre |          |
| Temperley             | 4 - 2     | Colegiales             | Temperley             | 3 de septiembre |          |
| Quilmes               | 1 - 3     | All Boys               | Quilmes               | 3 de septiembre |          |
| Acassuso              | 3 - 2     | Defensores de Belgrano | Acassuso              | 3 de septiembre |          |

| Fecha 19             | Fecha 19  | Fecha 19               | Fecha 19             | Fecha 19         | Fecha 19 |
| Local                | Resultado | Visitante              | Estadio              | Fecha            |          |
| -------------------- | --------- | ---------------------- | -------------------- | ---------------- | -------- |
| Argentino de Quilmes | 2 - 3     | Defensores de Belgrano | Argentino de Quilmes | 10 de septiembre |          |
| All Boys             | 2 - 2     | Acassuso               | All Boys             | 10 de septiembre |          |
| Colegiales           | 0 - 0     | Quilmes                | Colegiales           | 10 de septiembre |          |
| Estudiantes (BA)     | 1 - 1     | Temperley              | Estudiantes (BA)     | 10 de septiembre |          |
| Sportivo Dock Sud    | 3 - 1     | El Porvenir            | Dock Sud             | 10 de septiembre |          |
| Banfield             | 2 - 0     | Estudiantil Porteño    | Banfield             | 10 de septiembre |          |
| Argentinos Juniors   | 4 - 3     | Barracas Central       | Atlanta              | 10 de septiembre |          |
| Excursionistas       | 1 - 0     | Sportivo Buenos Aires  | Excursionistas       | 10 de septiembre |          |

| Fecha 20               | Fecha 20  | Fecha 20             | Fecha 20               | Fecha 20         | Fecha 20 |
| Local                  | Resultado | Visitante            | Estadio                | Fecha            |          |
| ---------------------- | --------- | -------------------- | ---------------------- | ---------------- | -------- |
| Sportivo Buenos Aires  | 2 - 1     | Argentino de Quilmes | Sportivo Buenos Aires  | 17 de septiembre |          |
| Barracas Central       | 2 - 1     | Excursionistas       | Barracas Central       | 17 de septiembre |          |
| Estudiantil Porteño    | 0 - 1     | Argentinos Juniors   | Estudiantil Porteño    | 17 de septiembre |          |
| El Porvenir            | 2 - 2     | Banfield             | El Porvenir            | 17 de septiembre |          |
| Temperley              | 4 - 2     | Sportivo Dock Sud    | Temperley              | 17 de septiembre |          |
| Quilmes                | 3 - 1     | Estudiantes (BA)     | Quilmes                | 17 de septiembre |          |
| Acassuso               | 1 - 1     | Colegiales           | Acassuso               | 17 de septiembre |          |
| Defensores de Belgrano | 1 - 4     | All Boys             | Defensores de Belgrano | 17 de septiembre |          |

| Fecha 21              | Fecha 21  | Fecha 21               | Fecha 21              | Fecha 21         | Fecha 21 |
| Local                 | Resultado | Visitante              | Estadio               | Fecha            |          |
| --------------------- | --------- | ---------------------- | --------------------- | ---------------- | -------- |
| Argentino de Quilmes  | 1 - 1     | All Boys               | Argentino de Quilmes  | 24 de septiembre |          |
| Colegiales            | 2 - 4     | Defensores de Belgrano | Colegiales            | 24 de septiembre |          |
| Estudiantes (BA)      | 2 - 1     | Acassuso               | Estudiantes (BA)      | 24 de septiembre |          |
| Sportivo Dock Sud     | 2 - 4     | Quilmes                | Dock Sud              | 24 de septiembre |          |
| Banfield              | 3 - 2     | Temperley              | Banfield              | 24 de septiembre |          |
| Argentinos Juniors    | 4 - 2     | El Porvenir            | Atlanta               | 24 de septiembre |          |
| Excursionistas        | 0 - 1     | Estudiantil Porteño    | Excursionistas        | 24 de septiembre |          |
| Sportivo Buenos Aires | 0 - 1     | Barracas Central       | Sportivo Buenos Aires | 24 de septiembre |          |

| Fecha 22               | Fecha 22  | Fecha 22              | Fecha 22               | Fecha 22     | Fecha 22 |
| Local                  | Resultado | Visitante             | Estadio                | Fecha        |          |
| ---------------------- | --------- | --------------------- | ---------------------- | ------------ | -------- |
| Barracas Central       | 0 - 2     | Argentino de Quilmes  | Barracas Central       | 1 de octubre |          |
| Estudiantil Porteño    | 3 - 2     | Sportivo Buenos Aires | Estudiantil Porteño    | 1 de octubre |          |
| El Porvenir            | 2 - 1     | Excursionistas        | El Porvenir            | 1 de octubre |          |
| Temperley              | 5 - 0     | Argentinos Juniors    | Temperley              | 1 de octubre |          |
| Quilmes                | 2 - 1     | Banfield              | Quilmes                | 1 de octubre |          |
| Acassuso               | 2 - 3     | Sportivo Dock Sud     | Acassuso               | 1 de octubre |          |
| Defensores de Belgrano | 6 - 1     | Estudiantes (BA)      | Defensores de Belgrano | 1 de octubre |          |
| All Boys               | 2 - 4     | Colegiales            | All Boys               | 1 de octubre |          |

| Fecha 23              | Fecha 23  | Fecha 23               | Fecha 23              | Fecha 23     | Fecha 23 |
| Local                 | Resultado | Visitante              | Estadio               | Fecha        |          |
| --------------------- | --------- | ---------------------- | --------------------- | ------------ | -------- |
| Argentino de Quilmes  | 7 - 3     | Colegiales             | Argentino de Quilmes  | 8 de octubre |          |
| Estudiantes (BA)      | 3 - 3     | All Boys               | Estudiantes (BA)      | 8 de octubre |          |
| Sportivo Dock Sud     | 3 - 0     | Defensores de Belgrano | Dock Sud              | 8 de octubre |          |
| Banfield              | 3 - 5     | Acassuso               | Banfield              | 8 de octubre |          |
| Argentinos Juniors    | 1 - 1     | Quilmes                | Atlanta               | 8 de octubre |          |
| Excursionistas        | 1 - 1     | Temperley              | Excursionistas        | 8 de octubre |          |
| Sportivo Buenos Aires | 2 - 2     | El Porvenir            | Sportivo Buenos Aires | 8 de octubre |          |
| Barracas Central      | 3 - 1     | Estudiantil Porteño    | Barracas Central      | 8 de octubre |          |

| Fecha 24               | Fecha 24  | Fecha 24              | Fecha 24               | Fecha 24      | Fecha 24 |
| Local                  | Resultado | Visitante             | Estadio                | Fecha         |          |
| ---------------------- | --------- | --------------------- | ---------------------- | ------------- | -------- |
| Estudiantil Porteño    | 1 - 1     | Argentino de Quilmes  | Estudiantil Porteño    | 17 de octubre |          |
| El Porvenir            | 2 - 2     | Barracas Central      | El Porvenir            | 17 de octubre |          |
| Temperley              | 2 - 1     | Sportivo Buenos Aires | Temperley              | 17 de octubre |          |
| Quilmes                | 3 - 1     | Excursionistas        | Quilmes                | 17 de octubre |          |
| Acassuso               | 2 - 5     | Argentinos Juniors    | Acassuso               | 17 de octubre |          |
| Defensores de Belgrano | 4 - 0     | Banfield              | Defensores de Belgrano | 17 de octubre |          |
| All Boys               | 5 - 4     | Sportivo Dock Sud     | All Boys               | 17 de octubre |          |
| Colegiales             | 3 - 0     | Estudiantes (BA)      | Colegiales             | 17 de octubre |          |

| Fecha 25              | Fecha 25  | Fecha 25               | Fecha 25             | Fecha 25      | Fecha 25 |
| Local                 | Resultado | Visitante              | Estadio              | Fecha         |          |
| --------------------- | --------- | ---------------------- | -------------------- | ------------- | -------- |
| Argentino de Quilmes  | 7 - 1     | Estudiantes (BA)       | Argentino de Quilmes | 22 de octubre |          |
| Sportivo Dock Sud     | 6 - 2     | Colegiales             | Dock Sud             | 22 de octubre |          |
| Banfield              | 0 - 2     | All Boys               | Banfield             | 22 de octubre |          |
| Argentinos Juniors    | 3 - 2     | Defensores de Belgrano | Atlanta              | 22 de octubre |          |
| Excursionistas        | 3 - 1     | Acassuso               | Excursionistas       | 22 de octubre |          |
| Sportivo Buenos Aires | 1 - 0     | Quilmes                | Ferro Carril Oeste   | 22 de octubre |          |
| Barracas Central      | 6 - 1     | Temperley              | Barracas Central     | 22 de octubre |          |
| Estudiantil Porteño   | 1 - 1     | El Porvenir            | Estudiantil Porteño  | 22 de octubre |          |

| Fecha 26               | Fecha 26  | Fecha 26              | Fecha 26               | Fecha 26      | Fecha 26 |
| Local                  | Resultado | Visitante             | Estadio                | Fecha         |          |
| ---------------------- | --------- | --------------------- | ---------------------- | ------------- | -------- |
| El Porvenir            | 3 - 5     | Argentino de Quilmes  | El Porvenir            | 29 de octubre |          |
| Temperley              | 1 - 2     | Estudiantil Porteño   | Temperley              | 29 de octubre |          |
| Quilmes                | 3 - 1     | Barracas Central      | Quilmes                | 29 de octubre |          |
| Acassuso               | 3 - 1     | Sportivo Buenos Aires | Acassuso               | 29 de octubre |          |
| Defensores de Belgrano | 1 - 2     | Excursionistas        | Defensores de Belgrano | 29 de octubre |          |
| All Boys               | 1 - 2     | Argentinos Juniors    | All Boys               | 29 de octubre |          |
| Colegiales             | 6 - 3     | Banfield              | Colegiales             | 29 de octubre |          |
| Estudiantes (BA)       | 2 - 0     | Sportivo Dock Sud     | Estudiantes (BA)       | 29 de octubre |          |

| Fecha 27              | Fecha 27  | Fecha 27               | Fecha 27              | Fecha 27       | Fecha 27 |
| Local                 | Resultado | Visitante              | Estadio               | Fecha          |          |
| --------------------- | --------- | ---------------------- | --------------------- | -------------- | -------- |
| Argentino de Quilmes  | 1 - 1     | Sportivo Dock Sud      | Argentino de Quilmes  | 5 de noviembre |          |
| Banfield              | 3 - 0     | Estudiantes (BA)       | Banfield              | 5 de noviembre |          |
| Argentinos Juniors    | 2 - 2     | Colegiales             | Atlanta               | 5 de noviembre |          |
| Excursionistas        | 0 - 2     | All Boys               | Excursionistas        | 5 de noviembre |          |
| Sportivo Buenos Aires | 3 - 5     | Defensores de Belgrano | Sportivo Buenos Aires | 5 de noviembre |          |
| Barracas Central      | 3 - 3     | Acassuso               | Barracas Central      | 5 de noviembre |          |
| Estudiantil Porteño   | 1 - 1     | Quilmes                | Estudiantil Porteño   | 5 de noviembre |          |
| El Porvenir           | 3 - 2     | Temperley              | El Porvenir           | 5 de noviembre |          |

| Fecha 28               | Fecha 28  | Fecha 28              | Fecha 28               | Fecha 28        | Fecha 28 |
| Local                  | Resultado | Visitante             | Estadio                | Fecha           |          |
| ---------------------- | --------- | --------------------- | ---------------------- | --------------- | -------- |
| Temperley              | 2 - 4     | Argentino de Quilmes  | Temperley              | 12 de noviembre |          |
| Quilmes                | 4 - 0     | El Porvenir           | Quilmes                | 12 de noviembre |          |
| Acassuso               | 2 - 0     | Estudiantil Porteño   | Acassuso               | 12 de noviembre |          |
| Defensores de Belgrano | 0 - 0     | Barracas Central      | Defensores de Belgrano | 12 de noviembre |          |
| All Boys               | 0 - 1     | Sportivo Buenos Aires | San Lorenzo            | 12 de noviembre |          |
| Colegiales             | 1 - 4     | Excursionistas        | Colegiales             | 12 de noviembre |          |
| Estudiantes (BA)       | 3 - 2     | Argentinos Juniors    | Estudiantes (BA)       | 12 de noviembre |          |
| Sportivo Dock Sud      | 2 - 1     | Banfield              | Dock Sud               | 12 de noviembre |          |

| Fecha 29              | Fecha 29  | Fecha 29               | Fecha 29              | Fecha 29        | Fecha 29 |
| Local                 | Resultado | Visitante              | Estadio               | Fecha           |          |
| --------------------- | --------- | ---------------------- | --------------------- | --------------- | -------- |
| Argentino de Quilmes  | 5 - 0     | Banfield               | Argentino de Quilmes  | 19 de noviembre |          |
| Argentinos Juniors    | 5 - 2     | Sportivo Dock Sud      | Atlanta               | 19 de noviembre |          |
| Excursionistas        | 4 - 1     | Estudiantes (BA)       | Excursionistas        | 19 de noviembre |          |
| Sportivo Buenos Aires | 3 - 1     | Colegiales             | Sportivo Buenos Aires | 19 de noviembre |          |
| Barracas Central      | 1 - 3     | All Boys               | Barracas Central      | 19 de noviembre |          |
| Estudiantil Porteño   | 0 - 2     | Defensores de Belgrano | Estudiantil Porteño   | 19 de noviembre |          |
| El Porvenir           | 1 - 3     | Acassuso               | El Porvenir           | 19 de noviembre |          |
| Temperley             | 3 - 1     | Quilmes                | Temperley             | 19 de noviembre |          |

| Fecha 30               | Fecha 30  | Fecha 30              | Fecha 30               | Fecha 30        | Fecha 30 |
| Local                  | Resultado | Visitante             | Estadio                | Fecha           |          |
| ---------------------- | --------- | --------------------- | ---------------------- | --------------- | -------- |
| Quilmes                | 1 - 1     | Argentino de Quilmes  | Quilmes                | 26 de noviembre |          |
| Acassuso               | 2 - 2     | Temperley             | Acassuso               | 26 de noviembre |          |
| Defensores de Belgrano | 6 - 4     | El Porvenir           | Defensores de Belgrano | 26 de noviembre |          |
| All Boys               | 4 - 0     | Estudiantil Porteño   | All Boys               | 26 de noviembre |          |
| Colegiales             | 2 - 1     | Barracas Central      | Colegiales             | 26 de noviembre |          |
| Estudiantes (BA)       | 1 - 4     | Sportivo Buenos Aires | Estudiantes (BA)       | 26 de noviembre |          |
| Sportivo Dock Sud      | 4 - 5     | Excursionistas        | Dock Sud               | 26 de noviembre |          |
| Banfield               | 1 - 5     | Argentinos Juniors    | Banfield               | 26 de noviembre |          |

| 1. |

## Desempate del primer puesto
| Local                                                                                  | Resultado | Visitante            | Estadio           | Fecha           |
| -------------------------------------------------------------------------------------- | --------- | -------------------- | ----------------- | --------------- |
| Argentino de Quilmes                                                                   | 1 - 0     | Quilmes              | Chacarita Juniors | 3 de diciembre  |
| Quilmes                                                                                | 0 - 1     | Argentino de Quilmes | El Gasómetro      | 10 de diciembre |
| Argentino de Quilmes se coronó campeón y ascendió a Primera División para el año 1939. |           |                      |                   |                 |